# Walter Schmiedl
Walter Franz Schmiedl (né le 5 mars 1922 à Vienne, mort le 30 décembre 2001 dans la même ville) est un chef décorateur autrichien.

## Biographie
Schmiedl a une formation professionnelle à l'université des arts appliqués de Vienne pendant la Seconde Guerre mondiale et en 1942, il a une expérience pratique comme assistant aux côtés de Julius von Borsody dans le film Aimé des dieux. Après la guerre, Schmiedl conçoit des décors en collaboration avec des collègues comme Otto Niedermoser, Eduard Stolba (de), Sepp Rothauer et Theo Harisch pour une série de films de divertissement sans normes trop artistiques. En 1958, après une dernière collaboration avec Julius von Borsody, Schmiedl quitte le cinéma.

## Filmographie
- 1947 : Singende Engel
- 1948 : Der Engel mit der Posaune
- 1953 : Dein Herz ist meine Heimat (de)
- 1953 : Une nuit à Venise (de)
- 1955 : Sonnenschein und Wolkenbruch
- 1956 : Symphonie in Gold
- 1957 : Die Lindenwirtin vom Donaustrand
- 1957 : Le Plus Beau Jour de ma vie
- 1957 : Der Page vom Palast-Hotel
- 1958 : Skandal um Dodo (de)